# Населення Житомирської області

Станом на 1 січня 2018 року населення Житомирської області становило 1 231,2 тис. осіб, що становить 2,90% населення України. За 2017 рік, шляхом природного приросту, чисельність населення скоротилась на 8355 осіб (-6,8 на 1000).
Протягом 2017 року на території області народилося 11 645 немовлят, померло 20 000 осіб. Природне скорочення населення становило 8 355 особи, що на 17% більше, ніж за аналогічний період попереднього року (- 7 126 осіб). Міграційне скорочення становило 888 осіб (-0,7 на 1000), на противагу міграційному приросту, що спостерігався у 2016 році (+ 59). Зростання населення у 2016 році спостерігалось у місті Звягель (+ 0,29%), Народицькому (+ 0,52%) та Житомирському (+ 1,33%) районах, найбільше скорочення — у Андрушівському (- 1,45%), Коростенському (- 1,56%), Попільнянському (- 1,58%), Радомишльському (- 1,49%) та Чуднівському (- 1,66%) районах.
Станом на 1 січня 2017 року міське населення становило 730 тис. 628 осіб, рівень урбанізації — 58,90%.

## Чисельність населення
Історична динаміка чисельності населення області (у сучасних кордонах)
| рік  | населення | місце серед регіонів |
| ---- | --------- | -------------------- |
| 1926 | 1 760 000 |                      |
| 1939 | 1 692 000 | 12                   |
| 1941 | 1 736 200 |                      |
| 1944 | 1 105 100 |                      |
| 1959 | 1 603 604 | 11                   |
| 1970 | 1 626 608 | 12                   |
| 1979 | 1 596 926 | 13                   |
| 1989 | 1 545 433 | 13                   |
| 2001 | 1 389 466 | 16                   |
| 2014 | 1 262 512 | 15                   |

### Міське населення
Станом на 1 січня 2017 міське населення становило 730 тис. 628 осіб, що становить 58,90 % від населення області. Його кількість, у порівнянні з даними 2001 року скоротилась на 5,77 %. Найбільшими містами Житомирщини є Житомир, Бердичів та Коростень.

### Сільське населення
Станом на 1 січня 2017 сільське населення становило 509 тис. 854 особи, що становить 41,10 %. Його кількість, у порівнянні з даними 2001 року скоротилась на 16,98 %.

## Природний рух
Показники народжуваності, смертності та природного приросту населення у 1950–2020 рр.
| коефіцієнт (на 1000 осіб) | 1950 | 1960 | 1970 | 1990 | 2000 | 2010 | 2020  |
| ------------------------- | ---- | ---- | ---- | ---- | ---- | ---- | ----- |
| народжуваності            | 26,1 | 22,3 | 15,9 | 12,9 | 8,9  | 11,4 | 7,6   |
| смертності                | 8,8  | 6,7  | 9,1  | 13,2 | 16,4 | 16,6 | 17,6  |
| природного приросту       | 17,3 | 15,6 | 6,8  | -0,3 | -7,5 | -5,2 | -10,0 |

| Природний рух населення Житомирської області у 1950—2020 році | |
| --- | --- |
| На цьому місці має відображатися графік чи діаграма, однак з технічних причин його відображення наразі вимкнено. Будь ласка, не видаляйте код, який викликає це повідомлення. Розробники вже працюють для того, щоби відновити штатне функціонування цього графіка або діаграми. | |
| Народжених Смертей | |
| | На цьому місці має відображатися графік чи діаграма, однак з технічних причин його відображення наразі вимкнено. Будь ласка, не видаляйте код, який викликає це повідомлення. Розробники вже працюють для того, щоби відновити штатне функціонування цього графіка або діаграми. |

## Національний склад
Динаміка національного складу населення області, 1959 - 2001 рр.
| № | Національність | 1959 | 1970 | 1979 | 1989 | 2001 |
| - | -------------- | ---- | ---- | ---- | ---- | ---- |
| 1 | Українці       | 84,5 | 85,1 | 84,9 | 85,0 | 90,3 |
| 2 | Росіяни        | 5,4  | 6,2  | 7,0  | 7,9  | 5,0  |
| 3 | Поляки         | 6,4  | 5,6  | 5,2  | 4,5  | 3,5  |
| 4 | Білоруси       | 0,4  | 0,4  |      | 0,5  | 0,4  |
| 5 | Євреї          | 2,6  | 2,2  | 1,8  | 1,4  | 0,2  |

Національний склад населення Житомирської області станом на 2001 рік.
| №  | Національність | Кількість осіб | Відсоток до загальної кількості |
| -- | -------------- | -------------- | ------------------------------- |
| 1  | Українці       | 1 254 855      | 90,32 %                         |
| 2  | Росіяни        | 68 851         | 4,96 %                          |
| 3  | Поляки         | 49 046         | 3,53 %                          |
| 4  | Білоруси       | 4 924          | 0,35 %                          |
| 5  | Євреї          | 2 670          | 0,19 %                          |
| 6  | Молдовани      | 1 425          | 0,10 %                          |
| 7  | Німці          | 994            | 0,07 %                          |
| 8  | Чехи           | 839            | 0,06 %                          |
| 9  | Вірмени        | 820            | 0,06 %                          |
| 10 | Цигани         | 785            | 0,06 %                          |
| 11 | Інші           | 4 084          | 0,29 %                          |
|    | Разом          | 1 389 293      | 100 %                           |

Національний склад районів та міст Житомирської області за переписом 2001 року
|                           | українці | росіяни | поляки | білоруси |
| ------------------------- | -------- | ------- | ------ | -------- |
| Житомир                   | 82,9     | 10,3    | 4,9    | 0,5      |
| Бердичів                  | 84,8     | 8,7     | 4,7    | 0,4      |
| Коростень                 | 89,0     | 7,5     | 1,5    | 0,6      |
| Звягель                   | 85,3     | 8,5     | 4,3    | 0,6      |
| Андрушівський район       | 96,2     | 2,2     | 0,9    | 0,2      |
| Баранівський район        | 86,9     | 1,8     | 10,7   | 0,2      |
| Бердичівський район       | 93,9     | 2,1     | 3,5    |          |
| Брусилівський район       | 95,8     | 2,3     | 1,0    | 0,3      |
| Хорошівський район        | 89,6     | 3,6     | 5,9    | 0,4      |
| Романівський район        | 86,1     | 2,4     | 10,6   | 0,3      |
| Ємільчинський район       | 91,0     | 1,8     | 6,8    |          |
| Житомирський район        | 88,7     | 5,3     | 4,9    | 0,4      |
| Коростенський район       | 95,2     | 1,7     | 2,0    | 0,3      |
| Коростишівський район     | 93,3     | 4,6     | 1,3    | 0,2      |
| Лугинський район          | 96,9     | 1,4     | 1,2    | 0,2      |
| Любарський район          | 97,8     | 1,1     | 0,9    |          |
| Малинський район          | 94,2     | 3,3     | 1,0    | 0,3      |
| Народицький район         | 96,3     | 1,8     | 0,3    | 0,3      |
| Новоград-Волинський район | 94,3     | 1,6     | 3,7    |          |
| Овруцький район           | 95,6     | 2,9     | 0,1    | 0,8      |
| Олевський район           | 97,1     | 1,4     | 0,6    | 0,4      |
| Попільнянський район      | 96,5     | 2,2     | 0,3    | 0,2      |
| Радомишльський район      | 95,2     | 2,7     | 1,4    | 0,2      |
| Ружинський район          | 97,6     | 1,2     | 0,8    | 0,2      |
| Пулинський район          | 88,6     | 2,0     | 8,9    |          |
| Черняхівський район       | 97,3     | 1,4     | 0,6    | 0,2      |
| Чуднівський район         | 94,9     | 2,3     | 2,2    |          |

Національний склад міст Житомирської області за переписом населення 2001 р., у %: 
| місто                      | населення | українці | росіяни | поляки | білоруси | євреї | інші |
| -------------------------- | --------- | -------- | ------- | ------ | -------- | ----- | ---- |
| Житомир                    | 282 823   | 82,9     | 10,3    | 4,9    | 0,5      | 0,5   | 0,9  |
| Бердичів                   | 87 193    | 84,8     | 8,7     | 4,7    | 0,4      | 0,5   | 0,9  |
| Коростень                  | 66 850    | 89,0     | 7,5     | 1,5    | 0,6      | 0,5   | 0,9  |
| Звягель                    | 56 555    | 85,3     | 8,5     | 4,3    | 0,6      | 0,3   | 1,0  |
| Малин                      | 28 150    | 93,2     | 4,1     | 1,1    | 0,3      | 0,1   | 1,2  |
| Коростишів                 | 25 735    | 92,8     | 5,0     | 1,4    | 0,3      | 0,1   | 0,4  |
| Овруч                      | 16 896    | 89,9     | 7,3     | 0,3    | 1,5      | 0,5   | 0,5  |
| Радомишль                  | 15 252    | 94,2     | 4,5     | 0,7    | 0,2      | 0,1   | 0,3  |
| Баранівка                  | 12 523    | 94,5     | 2,1     | 2,6    | 0,1      | 0,1   | 0,6  |
| Андрушівка                 | 9 832     | 95,4     | 2,8     | 0,9    | 0,3      | 0,2   | 0,8  |
| Міста Житомирської області | 601 809   | 85,9     | 8,6     | 3,8    | 0,5      | 0,4   | 0,8  |

## Мовний склад
Рідна мова населення області за результатами переписів, %
|            | 1959 | 1970 | 1989 | 2001 |
| ---------- | ---- | ---- | ---- | ---- |
| українська | 83,2 | 89,6 | 87,2 | 93,0 |
| російська  | 8,9  | 9,4  | 12,0 | 6,6  |
| інша       | 7,9  | 1,0  | 0,8  | 0,4  |

Рідна мова населення Житомирської області за переписом 2001 р., %
|                           | українська | російська | білоруська | молдовська | польська |
| ------------------------- | ---------- | --------- | ---------- | ---------- | -------- |
| ЖИТОМИРСЬКА ОБЛАСТЬ       | 93,0       | 6,6       | 0,1        | 0,1        | 0,1      |
| м. ЖИТОМИР                | 83,2       | 16,3      | 0,1        |            | 0,1      |
| м. БЕРДИЧІВ               | 89,0       | 10,6      | 0,1        |            | 0,1      |
| м. КОРОСТЕНЬ              | 86,7       | 12,7      | 0,2        |            | 0,1      |
| м. ЗВЯГЕЛЬ                | 89,4       | 10,0      | 0,1        |            | 0,1      |
| АНДРУШІВСЬКИЙ РАЙОН       | 97,7       | 2,0       | 0,1        | 0,1        |          |
| БАРАНІВСЬКИЙ РАЙОН        | 98,5       | 1,3       |            |            | 0,1      |
| БЕРДИЧІВСЬКИЙ РАЙОН       | 98,0       | 1,8       |            |            |          |
| БРУСИЛІВСЬКИЙ РАЙОН       | 97,0       | 2,7       | 0,1        | 0,2        |          |
| ХОРОШИВСЬКИЙ РАЙОН        | 96,2       | 3,5       | 0,1        |            | 0,1      |
| РОМАНІВНСЬКИЙ РАЙОН       | 98,1       | 1,6       | 0,1        |            |          |
| ЄМІЛЬЧИНСЬКИЙ РАЙОН       | 98,4       | 1,5       |            |            |          |
| ЖИТОМИРСЬКИЙ РАЙОН        | 93,6       | 6,1       | 0,1        |            |          |
| КОРОСТЕНСЬКИЙ РАЙОН       | 97,8       | 1,7       | 0,1        | 0,2        |          |
| КОРОСТИШІВСКИЙ РАЙОН      | 94,8       | 4,9       | 0,1        | 0,1        | 0,1      |
| ЛУГИНСЬКИЙ РАЙОН          | 98,3       | 1,4       | 0,1        | 0,1        |          |
| ЛЮБАРСЬКИЙ РАЙОН          | 98,8       | 1,1       | 0,1        | 0,1        |          |
| МАЛИНСЬКИЙ РАЙОН          | 96,3       | 3,2       | 0,1        | 0,1        |          |
| НАРОДИЦЬКИЙ РАЙОН         | 97,1       | 1,8       | 0,2        | 0,7        |          |
| НОВОГРАД-ВОЛИНСЬКИЙ РАЙОН | 98,5       | 1,4       |            |            |          |
| ОВРУЦЬКИЙ РАЙОН           | 95,9       | 3,5       | 0,4        | 0,1        |          |
| ОЛЕВСЬКИЙ РАЙОН           | 98,2       | 1,3       | 0,2        |            |          |
| ПОПІЛЬНЯНСЬКИЙ РАЙОН      | 97,3       | 2,1       | 0,1        | 0,2        |          |
| РАДОМИШЛЬСЬКИЙ РАЙОН      | 97,2       | 2,5       | 0,1        | 0,1        |          |
| РУЖИНСЬКИЙ РАЙОН          | 98,7       | 1,1       |            |            | 0,1      |
| ПУЛИНСЬКИЙ РАЙОН          | 98,3       | 1,5       | 0,1        | 0,1        | 0,1      |
| ЧЕРНЯХІВСЬКИЙ РАЙОН       | 98,6       | 1,3       | 0,1        |            |          |
| ЧУДНІВСЬКИЙ РАЙОН         | 97,8       | 2,0       |            |            |          |

### Вільне володіння мовами
За даними Всеукраїнського перепису населення 2001 року, 98,62% мешканців Житомирської області вказали вільне володіння українською мовою, а 55,49% - російською мовою. 95,79% мешканців Житомирської області вказали вільне володіння мовою своєї національності.
Вільне володіння мовами найбільш чисельних національностей Житомирської області за даними перепису населення 2001 р.
|           | своєї національності | українська | російська |
| --------- | -------------------- | ---------- | --------- |
| Українці  | 99,72%               |            | 53,12%    |
| Росіяни   | 95,87%               | 80,54%     |           |
| Поляки    | 9,36%                | 99,41%     | 55,33%    |
| Білоруси  | 40,82%               | 80,87%     | 74,63%    |
| Євреї     | 13,45%               | 90,67%     | 90,15%    |
| Молдовани | 63,30%               | 85,05%     | 58,88%    |
| Німці     | 22,54%               | 89,84%     | 68,81%    |
| Чехи      | 52,68%               | 98,81%     | 42,19%    |
| Вірмени   | 64,88%               | 72,93%     | 73,78%    |
| Цигани    | 69,43%               | 81,53%     | 47,39%    |

## Місце народження
За переписом 2001 року 94,7% населення Житомирської області народилися на території України (УРСР), 5,3% населення — на території інших держав (зокрема 3,5% - на території Росії). 86,3% населення народилися на території Житомирської області, 8,4% — у інших регіонах України.
Питома вага уродженців різних регіонів України у населенні Житомирської області за переписом 2001 року:
| уродженців області | кількість | частка у населенні |
| Житомирської       | 1199042   | 86,3               |
| Вінницької         | 20763     | 1,5                |
| Хмельницької       | 12096     | 0,9                |
| Київської          | 11672     | 0,8                |
| Рівненської        | 7497      | 0,5                |
| м. Києва           | 5839      | 0,4                |
| Донецької          | 5008      | 0,4                |
| Чернігівської      | 4595      | 0,3                |
| Львівської         | 4412      | 0,3                |
| Черкаської         | 3988      | 0,3                |
| Луганської         | 3659      | 0,3                |
| Полтавської        | 3536      | 0,3                |
| Волинської         | 3122      | 0,2                |
| Сумської           | 3054      | 0,2                |
| Харківської        | 3017      | 0,2                |
| Дніпропетровської  | 3012      | 0,2                |
| АР Крим            | 2957      | 0,2                |
| Одеської           | 2747      | 0,2                |
| Тернопільської     | 2411      | 0,2                |
| Івано-Франківської | 2282      | 0,2                |
| Закарпатської      | 2089      | 0,2                |
| Кіровоградської    | 2086      | 0,2                |
| Миколаївської      | 1961      | 0,1                |
| Херсонської        | 1837      | 0,1                |
| Запорізької        | 1672      | 0,1                |
| Чернівецької       | 1387      | 0,1                |
| Севастополя        | 172       | 0,0                |

## Зайнятість населення
Сфери зайнятості населення області за переписом 2001 року
| сфера діяльності                                                                 | кількість зайнятих | частка |
| -------------------------------------------------------------------------------- | ------------------ | ------ |
| Сільське господарство, мисливство та лісове господарство                         | 132 413            | 28,2%  |
| Обробна промисловість                                                            | 79 880             | 17,0%  |
| Освіта                                                                           | 41 635             | 8,9%   |
| Оптова та роздрібна торгівля; торгівля транспортними засобами; послуги з ремонту | 40 446             | 8,6%   |
| Охорона здоров'я та соціальна допомога                                           | 40 414             | 8,6%   |
| Державне управління                                                              | 36 925             | 7,9%   |
| Транспорт і зв'язок                                                              | 27 244             | 5,8%   |
| Будівництво                                                                      | 16 195             | 3,4%   |
| Виробництво електроенергії, газу та води                                         | 11 443             | 2,4%   |
| Колективні, громадські та особисті послуги                                       | 11 157             | 2,4%   |
| Операції з нерухомістю, здавання під найм та послуги юридичним особам            | 9 976              | 2,1%   |
| Готелі та ресторани                                                              | 7 983              | 1,7%   |
| Добувна промисловість                                                            | 7 618              | 1,6%   |
| Фінансова діяльність                                                             | 3 137              | 0,7%   |
| Неточно вказали або не вказали вид діяльності                                    | 2 365              | 0,5%   |
| Послуги домашньої прислуги                                                       | 391                | 0,1%   |
| Рибне господарство                                                               | 259                | 0,1%   |
| Екстериторіальна діяльність                                                      | 4                  | 0,0%   |
| Всього зайнятих економічною діяльністю                                           | 469 485            | 100,0% |